# Aventuras de Huck
Aventuras de Huck é uma telenovela mexicana, produzida pela Televisa e exibida em 1966 pelo Telesistema Mexicano.

## Elenco
- Luis Lara
- Fernando Pacheco
- Manolo Hernandez
- Guillermo Orea